# Kukkola (Finland)
Kukkola is een dorp in Finland in de gemeente Tornio. Aan de overzijde van de rivier Torne älv ligt de Zweedse tegenhanger Kukkola.

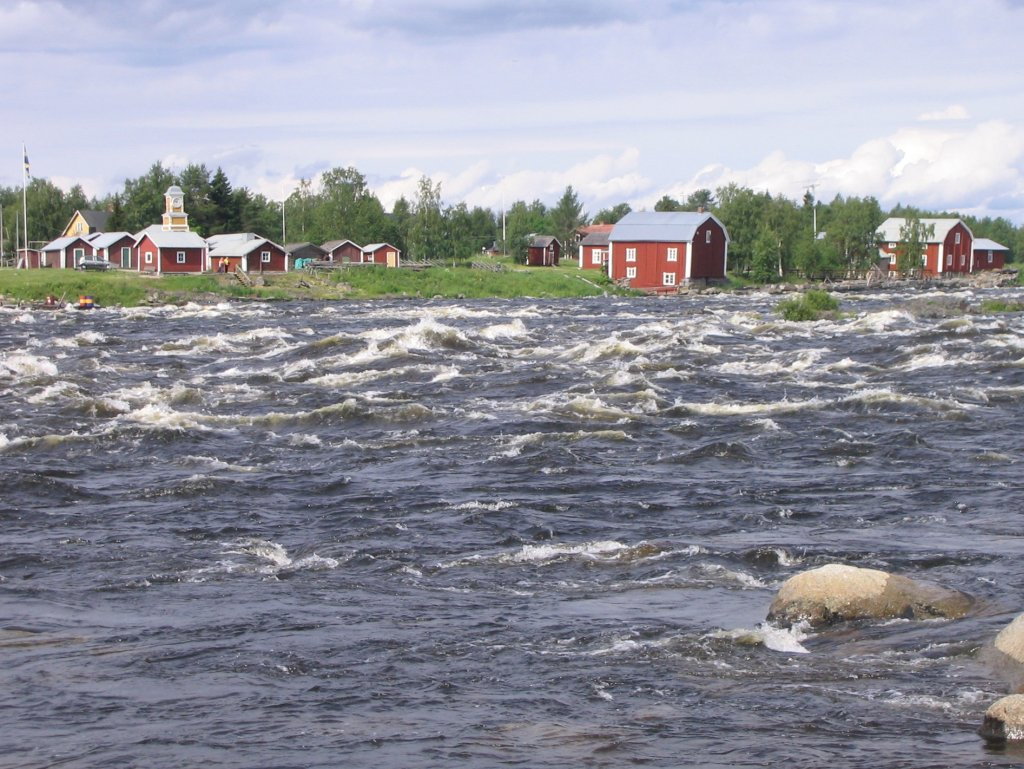
Stroomversnelling Kukkola vanaf Zweedse oever